# Kopps
Kopps is een Zweedse komediefilm uit 2003 gemaakt door Josef Fares. De titel komt van het Engelse woord cops (politieagenten). Enkele bekende Zweedse acteurs die meespelen zijn: Fares Fares, Torkel Petersson en Göran Ragnerstam.

## Verhaal
De film gaat over een politiekorps in een afgelegen plaatsje in het noorden van Zweden. Er gebeuren steeds minder misdaden in het dorpje en dus dreigt het politiebureau gesloten te worden. Maar hier weet het politiekorps een stokje voor te steken en ze verzinnen allerlei dingen om een bureau toch open te houden.

## Locatie
Kopps is opgenomen in het plaatsje Bäckefors, bij Bengtsfors in Dalsland.